# Thaumastocheles zaleucus
Thaumastocheles zaleucus е вид десетоного от семейство Thaumastochelidae. Видът не е застрашен от изчезване.

## Разпространение и местообитание
Разпространен е в Ангуила, Гренада, Мексико (Веракрус, Кампече, Табаско, Тамаулипас и Юкатан), Никарагуа и САЩ (Алабама, Луизиана, Мисисипи, Тексас и Флорида).
Обитава крайбрежията на океани, морета и заливи. Среща се на дълбочина от 640 до 1079 m, при температура на водата от 4,7 до 8,4 °C и соленост 34,8 – 35 ‰.